# Božkov (Plzeň)
Božkov (německy Boschkau) je část statutárního města Plzeň, nachází se na jihovýchodě města. V roce 2009 zde bylo evidováno 819 adres. V roce 2001 zde trvale žilo 1 994 obyvatel.
Božkov je také název katastrálního území o rozloze 6,47 km2. V katastrálním území Božkov leží i částečně Lobzy.

## Historie

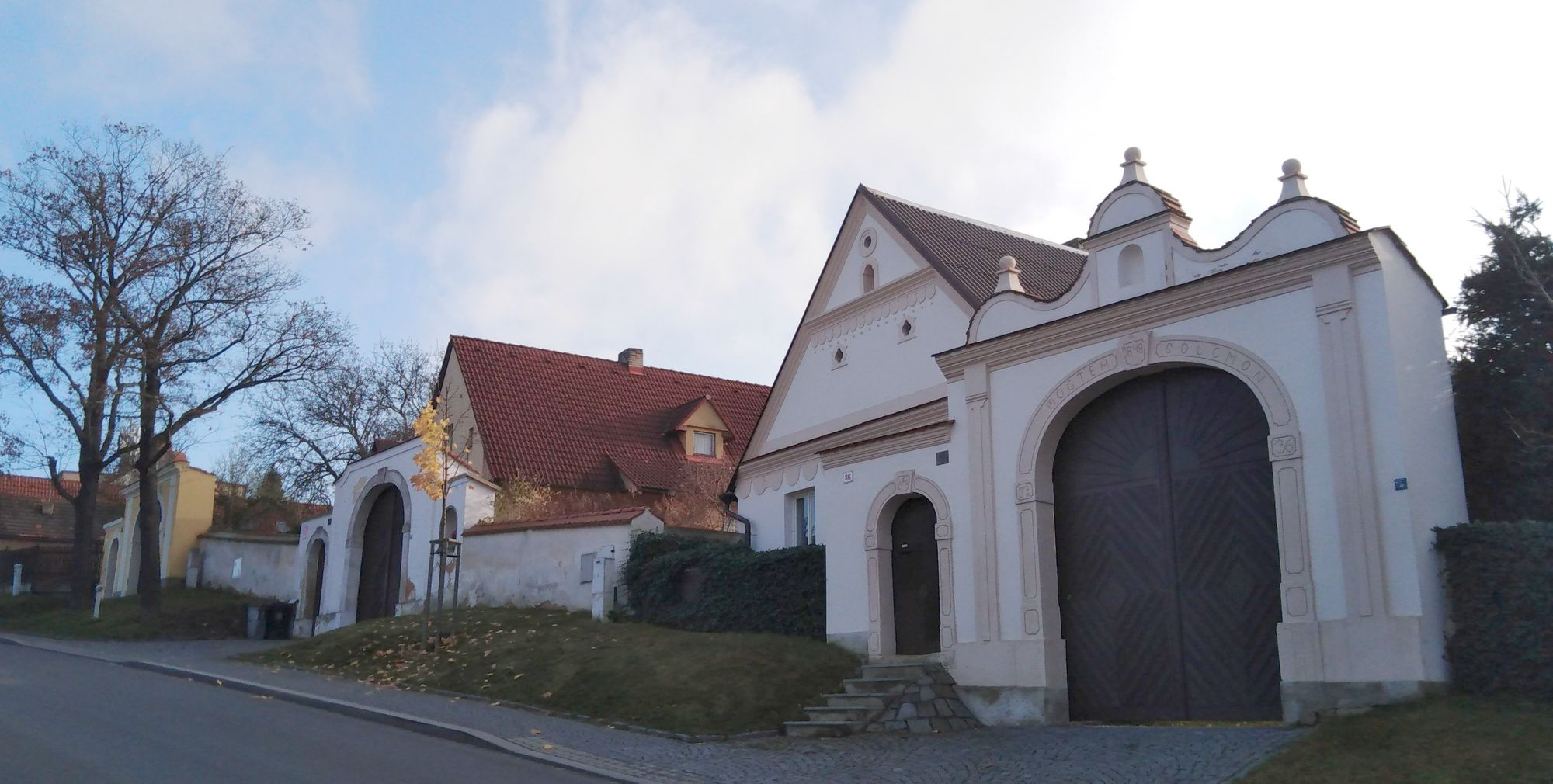
Statky čp. 32-36

Ves Božkov vznikla v období středověku. První zmínky se dochovaly k roku 1338. Část patřila Konrádovi z Dobřan, zbytek vlastnili různí majitelé, mezi nimi i plzeňští měšťané. Zdejší grunty se v průběhu let dostaly do majetku plzeňských měšťanů. Hospodářský dvůr založilo město Plzeň koncem 17. století a hospodařilo zde až do roku 1783, kdy byl zrušen raabizací. Nacházel se jihovýchodním směrem od návsi. Roku 1942 se Božkov připojil k Plzni. Významný zásah do jejího architektonického rázu vtisklo období 1. poloviny 19. století. Náves má trojúhelný tvar středověkého vyměření, jehož obvod tvoří mimořádně hodnotné usedlosti. Zajímavé jsou domy čp. 11, 12,  nebo 67. Neméně hodnotná je i zástavba v Letkovské ulici, kde stojí domy čp. 36, 37 a 38 s hodnotnými klenutými bránami klasicistního založení. Zachováno je i několik cenných sýpek a stodol např. u čp. 12, 15, 18, 43 a 72. Stavby jsou většinou barokní, klasicistní a novorenesanční. Místy se zachovaly i stavební části renesanční a gotické portály (čp. 7 a 12). Historické jádro vsi bylo v roce 1995 prohlášené vládou ČR za vesnickou památkovou rezervaci.

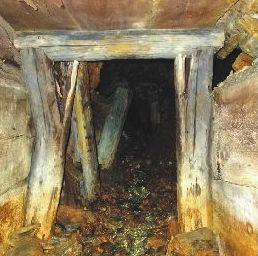
Štola Brunet dolu v Plzni Božkově

V místě, zvaném dnes Buková, se od 19. století těžila tzv. vitriolová břidlice pro výrobu kyseliny sírové, neboli tzv. olea nebo vitriolu. Dodnes se zde zachovalo rozsáhlé důlní dílo na důlním poli sv. František Serafinský I-III a důl se neoficiálně nazývá Kristýnov nebo Kristiánov. Velmi zachované důlní dílo se skládá z přístupové štoly Antonín, která vede do systému štol a komor, dlouhého přes 500 metrů ve třech patrech, z nichž spodní je zatopené. O něco níže, směrem k Božkovu se nachází ještě jedna štola zvaná Brunet, ze které vytéká voda a odvodňuje tento důl.